# Bernhard von Lindenau
Bernhard August von Lindenau, född 11 juni 1779 i Altenburg, död 21 maj 1854 i Windischleuba, var en sachsisk politiker och astronom.
Lindenau var 1808–1817 direktor för observatoriet vid Seeberg nära Gotha, blev 1820 minister i Sachsen-Weimar, var 1825–1826 regent i hertigdömet Sachsen-Gotha-Altenburg och 1830–1843 minister – 1830 kabinettsminister – i kungariket Sachsen, vars konstitutionella författning han skapade. Han tilldelades Lalandepriset av Franska vetenskapsakademien 1812.
Bland Lindenaus astronomiska verk kan nämnas hans bestämning av aberrationskonstanten ur observationer av polstjärnans rektascensioner samt hans 1810–13 utkomna tabeller för de inre planeterna, vilka tabeller, tillsammans med Alexis Bouvards för de yttre, ersatte de förut brukliga av Franz de Paula Triesnecker och Joseph Jérôme Lefrançois de Lalande. Åren 1807–1814 fortsatte han utgivningen av Franz Xaver von Zachs "Monatliche Correspondenz", och efter upphörandet av denna tidskrift utgav han (tillsammans med Johann Gottlieb Friedrich von Bohnenberger) "Zeitschrift für Astronomie und verwandte Wissenschaften" (1816–18).

## Eftermäle
Asteroiden 9322 Lindenau är uppkallad efter honom.